# バイエルン放送合唱団
バイエルン放送合唱団（ドイツ語: Chor des Bayerischen Rundfunks）は、ドイツ・バイエルン州ミュンヘンに本拠地を置く、バイエルン放送協会所属の合唱団。

## 歴史
1946年5月1日に、ロベルト・ザイラーによって設立された。最も古い放送合唱団の一つでもある。
首席指揮者は歴代のバイエルン放送交響楽団の首席指揮者が兼任(ドイツ語: ”Chefdirigent von Chor und Symphonieorchester”)しており、オイゲン・ヨッフム、 クーベリック 、サー・コリン・デイヴィス 、マゼール、ヤンソンスらによって率いられてきた。現代作品も数々の初演を担当しており、シュトックハウゼン、ペンデレツキ、ペルト、リーム、カンチェリ他の代表作を演奏してきた。次世代の才能発掘に熱心であり、ワークショップは繰り返し行われ続けている。定数は44。